# San Mauro (Nocera Inferiore)
San Mauro (Santu Mavéro in dialetto locale) è una località della città di Nocera Inferiore che dà il nome all'omonimo lago. È parte del quartiere di Merichi-Cicalesi.

## Geografia
Dista 1,62 chilometri dal centro cittadino, sorge alle pendici del colle omonimo (uno dei versanti del Torricchio) e si snoda tra le vicine località di Villanova, Cicalesi, Santa Maria a Palo e Rosto.
Nel cuore di San Mauro si trova una fonte sorgiva (Rio San Mauro, affluente del Sarno) ed il laghetto, chiamato appunto Lago San Mauro o Lagoverde.

### Assetto idrogeologico
Come per tutta la città, l'assetto idrogeologico dell'area è fortemente instabile. Numerosi sono stai infatti gli allagamenti che hanno arrecato danni all'area, la quale si trova a ridosso di un corso d'acqua.

## Storia

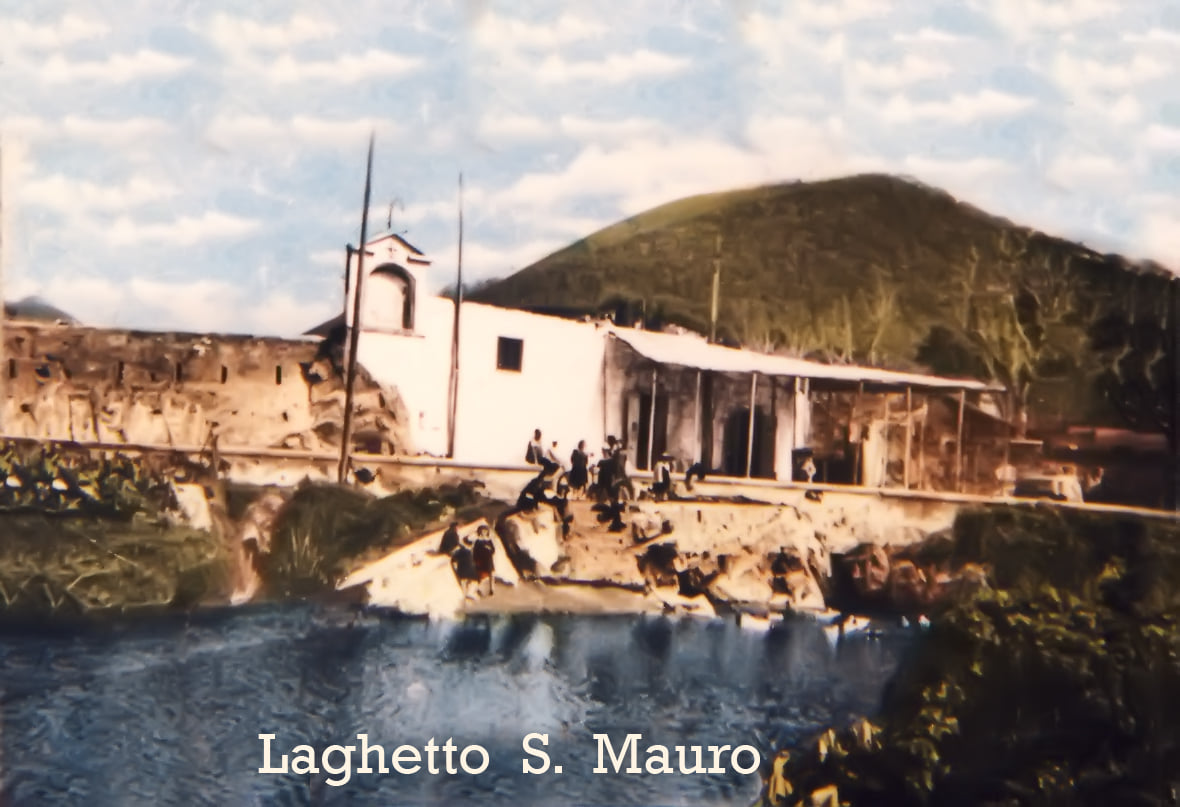
Lago San Mauro negli anni '20

Area praticata in tempi antichi (testimoniato dai ritrovamenti funerari e resti di pagus in loco), intorno al gennaio del 990 tale area è menzionata come una strada pubblica che conduceva a tabellara (Sarno), nei pressi di un lago
Il locus, che era tappa obbligata per raggiungere Sarno era collegato al circondariato tramite una strada che partiva dal passo di Chivoli.
La prima attestazione del locus come sanctu maurum si ha nel 1025.
Divenuto poi nei secoli crocevia commerciale ed agricolo della Civitas Nuceriae, difatti da San Mauro vi si snodava un trivio che conduceva al circondario di Sarno, alle terre di martianu e balentinum ed i casali interni di Nocera dei Pagani, nel rinascimento riforniva agroalimentarmente l'Università di Nocera Corpo. Dal XIII secolo il lago di San Mauro fungeva anche da porticciolo fluviale per trasportare materiali lungo il Sarno col quale era collegato grazie al canale artificiale di Fosso Imperatore.
Di interesse fu anche la sua posizione, la presenza del fiumiciattolo (affluente del Sarno) e del suo laghetto, che a fine '800 iniziò a divenire luogo di villeggiatura.
San Mauro divenne anche un'area di massiccia produzione del pomodoro San Marzano, nonché del locale Cipollotto nocerino.
Dal 1851 è parte di Nocera Inferiore.

## Cultura
Ogni fine di luglio, presso San mauro si tiene la Sagra d' 'o parulano, dove gli abitanti del luogo preparano piatti tipici della contrada tra i quali il Pacchero del parolano un piatto a base di pasta, pomodorini San Marzano e cipollotto nocerino.